# Rio São Francisco (vattendrag i Brasilien, Paraná, lat -24,67, long -54,33)
Rio São Francisco är ett vattendrag i Brasilien.   Det ligger i delstaten Paraná, i den södra delen av landet, 1 200 km sydväst om huvudstaden Brasília.
Omgivningen kring Rio São Francisco består till största delen av jordbruksmark. Området är ganska glesbefolkat, med 29 invånare per kvadratkilometer.